# Chasnans
Chasnans ist eine Ortschaft und eine Commune déléguée in der Gemeinde Les Premiers Sapins mit 271 Einwohnern (Stand: 1. Januar 2019) im französischen Département Doubs in der Region Bourgogne-Franche-Comté.

## Geographie
Chasnans liegt auf 720 m, acht Kilometer südsüdwestlich von Valdahon und etwa 27 Kilometer südöstlich der Stadt Besançon (Luftlinie). Das Dorf erstreckt sich im Jura, an einem leicht nach Süden geneigten Hang auf dem Plateau von Valdahon, dem sogenannten ersten Plateau des Juras, über dem Tal von Athose und am Rand der ersten hohen Juraketten.
Die Fläche des 7,87 km² großen Gemeindegebiets umfasst einen Abschnitt des französischen Juras. Der nordwestliche Teil des Gebietes wird vom nur schwach reliefierten Hochplateau von Valdahon eingenommen, das durchschnittlich auf 720 m liegt. Es ist hauptsächlich von Acker- und Wiesland bestanden. Im Süden wird das Plateau vom Taleinschnitt des Dorfbachs von Athose begrenzt, der das Gebiet nach Südwesten zur Loue entwässert. Mit einem schmalen Streifen erstreckt sich das Gemeindeareal nach Südosten in das Gebiet der ersten hohen Jurazüge. Es reicht über die Höhe von Le Moray (857 m) und die Mulde von Petit Paris bis zu den Höhen von Cicon. Hier wird mit 910 m die höchste Erhebung von Chasnans erreicht.
Zu Chasnans gehören der Weiler Petit Paris (786 m) in einer Mulde an der Hauptstraße N57 sowie verschiedene Einzelhöfe. Nachbarorte von Chasnans sind Vernierfontaine im Norden, Nods und Arc-sous-Cicon im Osten, Athose im Süden sowie Lavans-Vuillafans im Westen.

## Geschichte
Erstmals urkundlich erwähnt wird Chasnans im Jahr 1208 unter dem heutigen Namen. Im Lauf der Zeit wandelte sich die Schreibweise jedoch über Chanans (1254), Chenans (1301), Chanens (1361) und Chaignans (1429). Kirchlich gehörte Chasnans stets zur Pfarrei Nods und war damit im Mittelalter von der Herrschaft Pontarlier abhängig. Im Jahr 1537 kam das Dorf in den Besitz der Herrschaft Châteauneuf (bei Vuillafans) und 1627 unter die Herrschaft Cicon. Zusammen mit der Franche-Comté gelangte Chasnans mit dem Frieden von Nimwegen 1678 an Frankreich. Durch einen verheerenden Großbrand am 29. Januar 1747 wurden 22 von 25 Häusern zerstört. In der Folgezeit wurde das Dorf am heutigen Standort neu erbaut.
Mit 1. Januar 2009 erfolgte eine Änderung der Arrondissementszugehörigkeit der Gemeinde. Bislang zum Arrondissement Besançon gehörend, kamen alle Gemeinden des Kantons zum Arrondissement Pontarlier.
Die Gemeinde Chasnans wurde mit Wirkung vom 1. Januar 2016 mit Nods, Athose, Chasnans, Hautepierre-le-Châtelet, Rantechaux und Vanclans zur Commune nouvelle Les Premiers Sapins zusammengelegt.

## Sehenswürdigkeiten
Die Mairie (Gemeindehaus) mit ihrem Glockenturm wurde 1848 erbaut. Im Ortskern sind verschiedene Bauernhäuser im charakteristischen Stil der Franche-Comté aus dem 18. und 19. Jahrhundert erhalten.

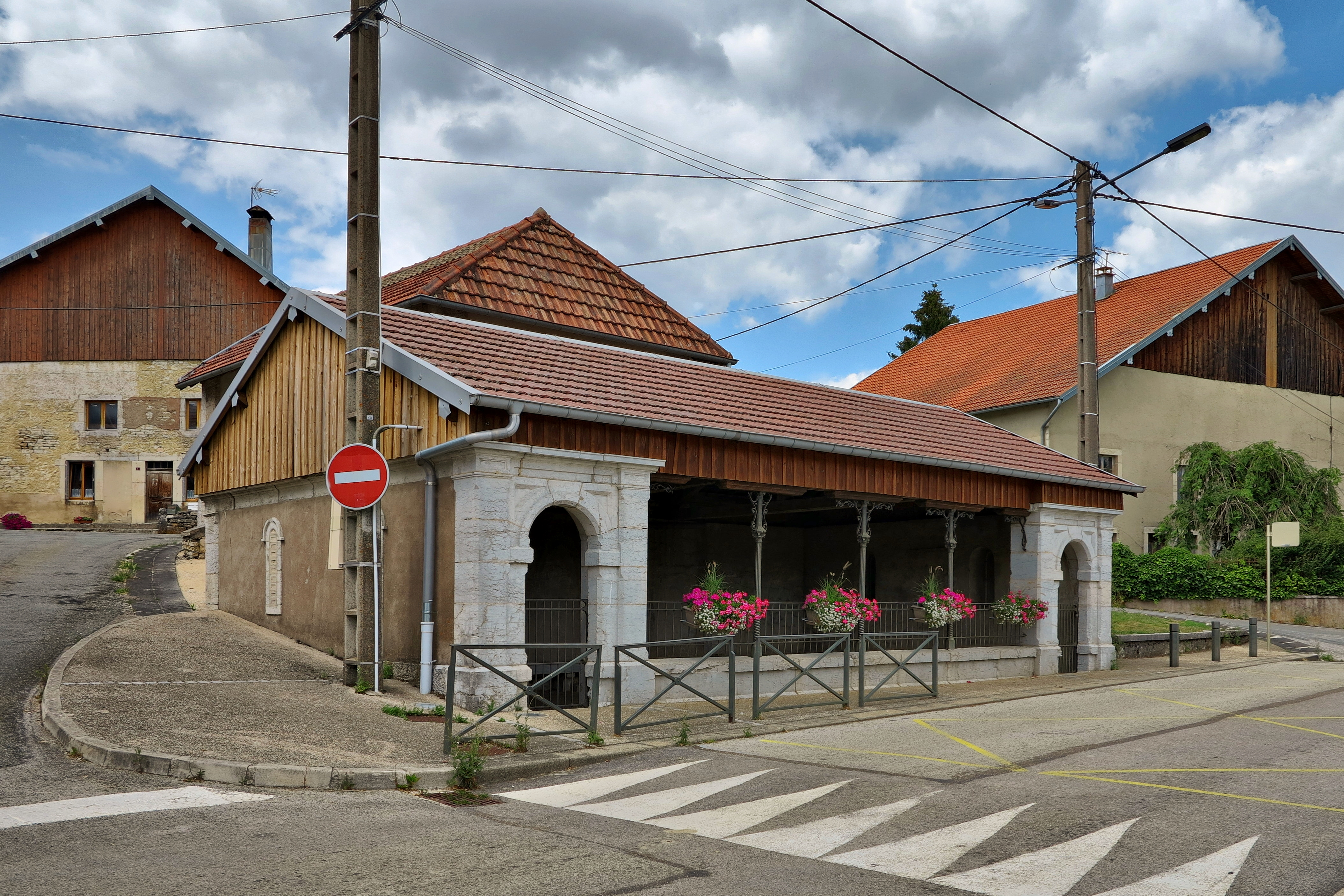
Lavoir in Chasnans

## Bevölkerung
| Bevölkerungsentwicklung | Bevölkerungsentwicklung |
| Jahr                    | Einwohner               |
| ----------------------- | ----------------------- |
| 1962                    | 173                     |
| 1968                    | 151                     |
| 1975                    | 114                     |
| 1982                    | 143                     |
| 1990                    | 142                     |
| 1999                    | 186                     |
| 2007                    | 231                     |
| 2016                    | 273                     |

Mit zuletzt 269 Einwohnern (Stand 1. Januar 2013) gehörte Chasnans zu den kleinen Gemeinden des Département Doubs. Nachdem die Einwohnerzahl in der ersten Hälfte des 20. Jahrhunderts markant abgenommen hatte (1881 wurden noch 390 Personen gezählt), wurde seit Mitte der 1970er Jahre wieder ein Bevölkerungswachstum verzeichnet.

## Wirtschaft und Infrastruktur
Chasnans war bis weit ins 20. Jahrhundert hinein ein vorwiegend durch die Landwirtschaft (Ackerbau, Obstbau und Viehzucht) geprägtes Dorf. Daneben gibt es heute einige Betriebe des lokalen Kleingewerbes. Mittlerweile hat sich das Dorf auch zu einer Wohngemeinde gewandelt. Viele Erwerbstätige sind Wegpendler, die in den größeren Ortschaften der Umgebung ihrer Arbeit nachgehen.
Die Ortschaft ist verkehrstechnisch gut erschlossen. Sie ist von Nods an der Hauptstraße N57, die von Besançon nach Pontarlier führt, leicht erreichbar. Weitere Straßenverbindungen bestehen mit Athose, Lavans-Vuillafans und Vernierfontaine.